# SAFEGE

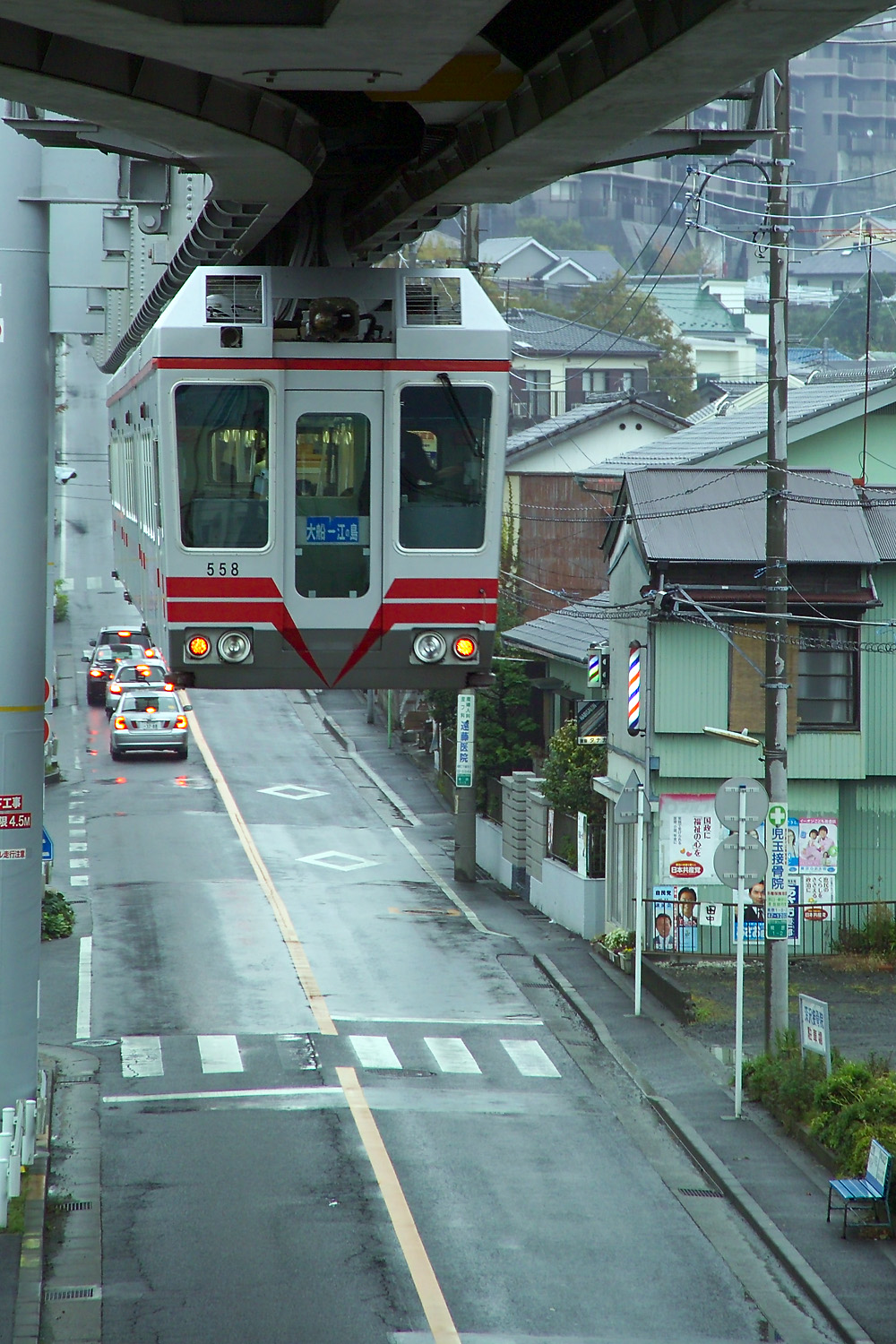
Die Shōnan Monorail (Kamakura, Japan) ist eine nach dem von SAFEGE entwickelte Einschienenhängebahnsystem entwickelte Monorail.

Die Société Anonyme Française d’Études de Gestion et d’Entreprises, abgekürzt SAFEGE oder auch Safège, zu Deutsch Französische Aktiengesellschaft für Management- und Wirtschaftsstudien, ist ein französisches Ingenieurbüro. Bis März 2015 war SAFEGE eine Tochtergesellschaft der Suez Environnement als Ingenieurbüro für Wasser und Umwelt, die vor allem in den Bereichen Straßen und öffentliche Finanzen tätig war. Am 12. März 2015 wurde der Markenname SAFEGE zugunsten des einheitlichen Markennamens des Mutterkonzerns Suez aufgegeben, das Büro besteht jedoch weiterhin.

## Geschichte
Safège wurde 1919 als Holdinggesellschaft für Beteiligungen an Wasser-, Gas- und Elektrizitätswerken gegründet und trug den Namen Société Auxiliaire Française d'Électricité, Gaz et Eau (SAFEGE). Die Holdinggesellschaft war als Konsortium angelegt, an dem sich 25 Unternehmen beteiligten. Bekannteste Konsortiumsmitglieder waren Renault und Michelin.
Mit der Verstaatlichung des Energiesektors 1947 wurde Safège zu einem beratenden Ingenieurbüro umstrukturiert und in Société Anonyme Française d’Études de Gestion et d’Entreprises umbenannt. Mit einem Schwerpunkt im Bereich Hydrogeologie war SAFEGE ab den 1950er Jahren unter der Leitung von Roman Karpoff maßgeblich am Ausbau der französischen Trinkwasserversorgung beteiligt. Unter anderem war das Unternehmen für den Bau des Aubergenville-Brunnenfeldes verantwortlich, das immer noch 30 Millionen Kubikmeter pro Jahr für den westlichen Teil von Paris produziert.
Internationale Bekanntheit erlangte SAFEGE durch das ebenfalls von ihr unter Leitung von Lucien Chadenson entwickelte System von Einschienenhängebahnen (auch Monorail genannt). Eine Testanlage wurde in den 1960er Jahren in Châteauneuf-sur-Loire errichtet. Im Film Fahrenheit 451 (1966) sieht man einige Ausschnitte von der Testanlage in Frankreich.  Zusammen mit Mitsubishi Heavy Industries errichtete SAFEGE zwei Monorail-Systeme in Japan, die Chiba Monorail und die Shōnan Monorail. Die Dortmunder H-Bahn und der Sky Train am Düsseldorfer Flughafen sind auch SAFEGE Hohlkasten Bahnen. 
Heute ist das Unternehmen eine Tochtergesellschaft von Suez Environnement und hat sich als Beratungsunternehmen auf Wasser- und Umwelttechnik spezialisiert. Frankreich ist mit rund 60 Prozent des Umsatzes Hauptmarkt des Unternehmens.